# Varde Kommune (1970-2006)
Varde Kommune i Ribe Amt blev dannet ved kommunalreformen i 1970. Ved strukturreformen i 2007 blev den udvidet til den nuværende Varde Kommune ved indlemmelse af Blaabjerg Kommune, Blåvandshuk Kommune, Helle Kommune og Ølgod Kommune.

## Tidligere kommuner
Varde havde været købstad, men det begreb mistede sin betydning ved kommunalreformen. 3 sognekommuner blev lagt sammen med Varde købstad til Varde Kommune:
| Kommune         | Folketal 1. januar 1970 | Byer               |
| --------------- | ----------------------- | ------------------ |
| Varde           | 11.472                  | Varde og Tinghøj   |
| Horne           | 1.372                   | Horne              |
| Janderup-Billum | 1.774                   | Janderup og Billum |
| Thorstrup       | 1.003                   | Sig                |
| I alt           | 15.621                  |                    |

Hertil kom Alslev sogn med byen Alslev. Alslev-Hostrup sognekommune havde 1.591 indbyggere. Hostrup Sogn kom til Esbjerg Kommune.

## Sogne
Varde Kommune bestod af følgende sogne:
- Alslev Sogn (Skast Herred)
- Billum Sogn (Vester Horne Herred)
- Horne Sogn (Øster Horne Herred)
- Jannerup Sogn (Vester Horne Herred)
- Thorstrup Sogn (Øster Horne Herred)
- Varde Sogn (Vester Horne Herred)

## Borgmestre[2]
| Periode   | Beskæftigelse | Navn                      | Født/død  | Parti                       |
| --------- | ------------- | ------------------------- | --------- | --------------------------- |
| 1954-1958 | Biografejer   | Rudolf Rasmussen          | 1898-1964 | Socialdemokratiet           |
| 1958-1962 | Grosserer     | Jens S. Jensen            | 1903-1971 | Det Konservative Folkeparti |
| 1962-1964 | Biografejer   | Rudolf Rasmussen          | 1898-1964 | Socialdemokratiet           |
| 1964-1966 | Montør        | Valdemar Strandvig        | 1897-1979 | Socialdemokratiet           |
| 1966-1989 | Gårdejer      | Christen Sørensen Nielsen | 1920-2009 | Venstre                     |
| 1990-1998 | Husmoder      | Betty Carstensen          | 1930-2009 | Venstre                     |
| 1998-2006 | Gårdejer      | Kaj Nielsen               | 1948-2007 | Venstre                     |

## Rådhus
Rådhuset på Torvet er Vardes 5. rådhus. Det blev taget i brug i 1872 og var også ting- og arresthus. Fra 1955 blev det udelukkende benyttet til kommunal administration. I 1972 blev der bygget administrationslokaler på Bytoften i byens vestlige del. Fra 1976 blev kun byrådsmøderne afholdt på det gamle rådhus.